# Grădinari, Iași
Grădinari este un sat în comuna Golăiești din județul Iași, Moldova, România.